# 나의 경찰관
《나의 경찰관》(영어: My Policeman)은 2022년 개봉한 미국의 로맨스 드라마 영화이다. 마이클 그랜디지가 감독을 맡았으며, 베선 로버츠의 동명 소설이 영화의 원작이다.